# Phil Barney
Pour les articles homonymes, voir Barney et Baranès.
Phil Barney est un auteur-compositeur-interprète français, né Philippe Baranès le 2 février 1957 à Bône (actuelle Annaba) en Algérie française.

## Biographie
Le chanteur s'installe en France avec ses parents à l'âge de dix ans, en 1967. Il commence la musique à la même époque, avec des cours de solfège. Son premier instrument est le violon, même s'il préfère à l'époque la guitare. Il devient autodidacte en matière de musique, et décide de s'initier à la percussion africaine. C'est en tant que batteur qu'il joue pour la première fois devant un public.
À treize ans, Phil Barney rejoint des camarades de classe dans un groupe, « Terre Neuve », qui propose des morceaux jazz-rock. À cette époque, Phil écoute du funk (James Brown) et du hard rock (Led Zeppelin, Deep Purple, Black Sabbath). À seize ans, il intègre un groupe, « Les Diam's », qui joue dans les bals avec qui il travaillera six ans mais cette fois comme chanteur, percussionniste. Pendant ses études, il fait la connaissance de Michel Amsellem, un pianiste, pour qui il s'éprend d'amitié et à qui il voue une réelle admiration. Avec lui, il fait ses premières armes d'auteur et compositeur de chansons.
En 1981, à l'âge de vingt-quatre ans , il participe à la création de la radio libre Carbone 14, sur laquelle il programme exclusivement de la musique noire comme le funk. Il reçoit du label Tommy Boy le premier tube mondial de rap, Rapper's Delight qui l'impressionne beaucoup. Il est ainsi l'un des premiers à avoir diffusé le rap en France, interprétant par ailleurs un générique intitulé Salut les Salauds ! où il rappe en français sur une instrumentale funk[source insuffisante]. Il est ainsi fréquemment reconnu comme le premier rappeur français par le milieu hip hop français comme Dee Nasty.  
En 1982 à La Scala de Paris, la grande discothèque en vogue à cette époque, il rencontre le DJ Bernie pour qui il se lie d'amitié, il lui écrira la chanson Polar sous le nom de Bernard Guyvan. C'est à cette époque qu'il débute comme DJ spécialisé « Funk » dans une autre grande discothèque, Le Biblos à Mantes la Jolie. Il devient par la suite animateur TV pour RTL TV pendant près de deux ans. Une de ses émissions le conduit à présenter quotidiennement une éphéméride en rap. Il est contacté par un des musiciens de Jacques Higelin, Dominique Bouvier, pour chanter des titres en anglais. Il participe au titre 1900 Nineteen hundred en 1983 avec Bouvier, surnommé « Bird ». Un maxi 45 tours verra même le jour sous le nom Bird Barney. Cela amènera Phil Barney à travailler sous la direction de Marvin Gaye. Il est le seul artiste français à avoir collaboré avec ce chanteur américain au château d'Hérouville. 
Phil Barney commence alors à enregistrer des mini-maquettes à la guitare et tente de les proposer à des producteurs indépendants, ou des directeurs artistiques. Il en rencontre un, mais son premier 45 tours commercialisé, Marre d'être seul, n'a que peu de succès. Après un passage à la radio et à la télévision, il enregistre en 1986 son premier vrai tube Un enfant de toi qui se vend à 500 000 exemplaires en France. Cette chanson raconte la joie qu'éprouve un homme en devenant père, contrastée par l'immense chagrin de perdre sa femme au moment de l'accouchement. 
En 1988, arrive dans les bacs l'album Recto verseau, suivi de Tour d'ivoire (1990). S'ensuivent les albums Carnets de route (1992, le seul classé au Top Albums), Partager tout (1995). Un an plus tard, Phil Barney revient sur le devant de la scène avec la compilation Histoires confidentielles, suivie de Voleurs de rêves et C'est promis (2003),,.
En 1993, le chanteur fait ses débuts au cinéma dans Le Nombril du monde, film d'Ariel Zeitoun.
En 2003, il ressort le titre Un enfant de toi, cette fois en duo avec Marlène Duval (une candidate de la deuxième saison de l'émission Loft Story). La chanson se classe no 1 des ventes en France durant trois semaines.
Début mars 2012, il se produit avec Philippe Cataldo, Joniece Jamison et DJ Cyprien Rose à l'occasion de l'ouverture d'une nouvelle salle de concerts, le Mood's, dans le 13e arrondissement de Paris,.
Il intègre la tournée Stars 80 dès 2014 et sort un nouvel album, Au fil de l'eau, le 4 mai 2015.

## Discographie

### Singles
- 1983 : 1900 Nineteen hundred (label Barclay)
- 1984 : Marre d'être seul / Rastaman (label Vogue)
- 1987 : Un enfant de toi - #3 en France
- 1988 : Avec qui tu vis - #23 en France
- 1988 : Un cœur qui danse
- 1989 : Le souvenir de toi
- 1989 : Comédie d'amour
- 1990 : Tour d'ivoire
- 1991 : Tell'ment je pense à toi - #32 en France
- 1991 : Il est parti - #36 en France
- 1992 : Loin de tes bras - #40 en France
- 1992 : J'voudrais qu'on reste amis
- 1993 : Celui qui passe
- 1993 : Histoire confidentielle (summer remix) (single promo)
- 1994 : Quand tu t'enfuis
- 1995 : Partager tout
- 1995 : Nouveau monde
- 1998 : Quand est-ce que je t'ai perdue
- 1999 : Voleurs de rêves
- 2002 : Seul
- 2002 : Un enfant de toi (en duo avec Marlène Duval) - #1 en France, #1 en Belgique
- 2015 : Comme un ange